# Seothyra griffinae
Seothyra griffinae är en spindelart som beskrevs av Ansie S. Dippenaar-Schoeman 1991. Seothyra griffinae ingår i släktet Seothyra och familjen sammetsspindlar.
Artens utbredningsområde är Namibia. Inga underarter finns listade i Catalogue of Life.